# فنسنت أورايلي
فنسنت أورايلي (بالإنجليزية: Vincent O'Reilly)‏ (24 مايو 1938، كوينز في الولايات المتحدة)؛ روائي أمريكي.